# Desmodium craspediferum
Desmodium craspediferum là một loài thực vật có hoa trong họ Đậu. Loài này được A.M.G. Azevedo & E.C. Oliveira miêu tả khoa học đầu tiên năm 1982.